# Защита от наводнений в Нидерландах

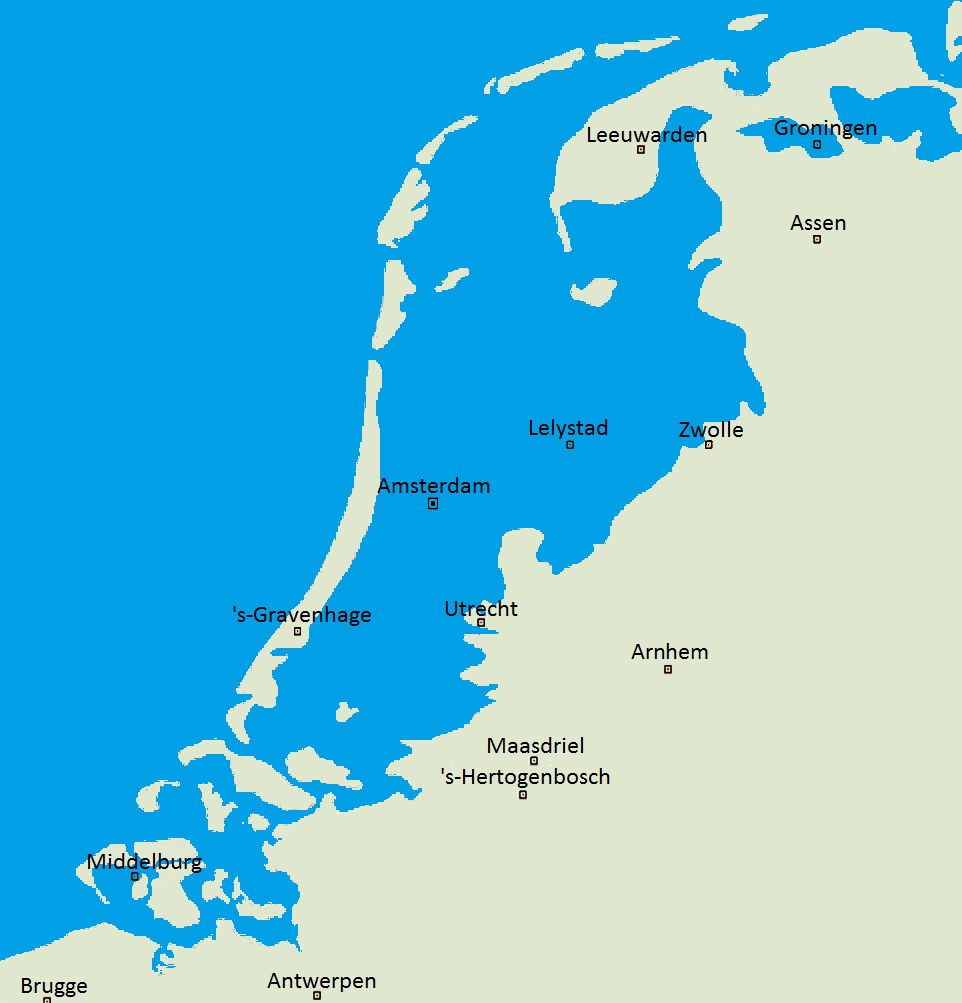
Синим цветом отмечены области, расположенные ниже уровня моря, а также территории, находящиеся под угрозой затопления морем или реками

Борьба с наводнениями на территории Нидерландов началась с момента прихода в эти места человека. Около 70 % территории страны при отсутствии береговых укреплений было бы затоплено. Наводнения унесли множество жизней и причинили большой ущерб стране. Важность проблемы заставила голландцев организовать специальный департамент по защите от наводнений — Ватерсхап (Waterschap).
Защита от наводнений остаётся важной проблемой в Нидерландах из-за глобального повышения уровня моря, а также оседания земли.

## История
Изначально жители затапливаемых районов селились на искусственных холмах, называемых терпенами (terpen) или вирденами (wierden). Искусственные холмы использовались начиная примерно с 500 года до н. э. до появления обвалования в XIII веке. Большое число средневековых насыпей сохранилось на юге и западе страны. Они не были предназначены для постоянного проживания, но предоставляли убежище для жителей и скота.
С XII века началось строительство дамб для защиты суши от морской стихии. К XVI—XVII векам торфяные разработки, отрезанные от моря заливы, протоки между островами суши стали осушаться и начиная с XVII в. превращаться в поля и луга — польдеры.
Большое значение процесса осушения земель для Нидерландов привело к тому, что такие голландские слова как польдер, шлюз, дамба и т. д. стали использоваться в других языках.

### Методы осушения

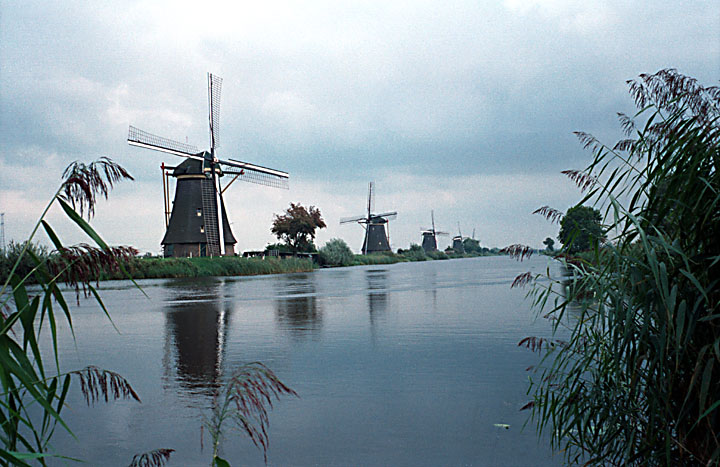
Комплекс ветряных мельниц Киндердейка — одна из наиболее посещаемых достопримечательностей Нидерландов

Польдеры в Голландии начали создавать ещё в Средние века. Эти польдеры осушались с помощью шлюзов, которые открывались в отлив, спуская накопившуюся воду.
Позже для осушения земель в Нидерландах стали использовать силу ветра. Ветряные мельницы откачивали воду с помощью колеса и архимедова винта (с 1634 года). Высота, на которую мельница могла поднять воду, была ограничена, поэтому голландцы стали строить несколько мельниц, поднимающих воду через каскад резервуаров. В XVIII веке было построено несколько molendriegangen (каскад из 3 мельниц) и molenviergangen (каскад из 4 мельниц). Ветряные мельницы сыграли существенную роль в «отвоёвывании» земель перед тем, как были заменены паровыми и дизельными насосами.

## Современные способы защиты
Усовершенствованные насосы и методы строительства позволили выйти на новый уровень защиты от стихии. С конца XIX по конец XX века Нидерланды реализовали несколько проектов по защите от наводнений и теперь общая длина защитных дамб составляет 3500 км, из которых 1430 км — речные дамбы, 1017 км — дамбы вокруг озёр, а 430 и 260 км — это береговые дамбы и дюны соответственно.

### Проект «Зёйдерзее»

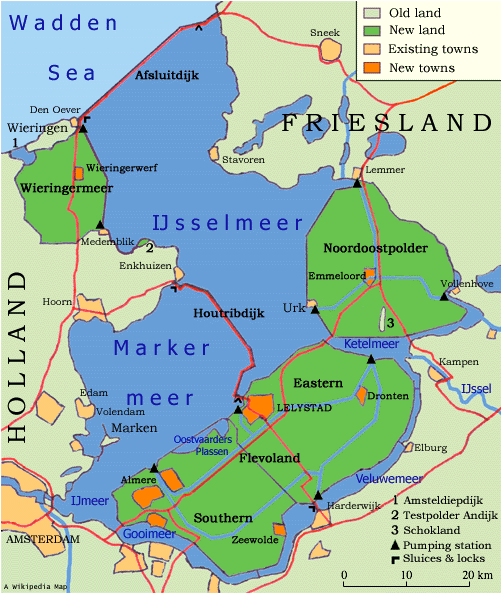
Проект «Зёйдерзее» позволил превратить залив Зёйдерзее в пресноводное озеро Эйсселмер и осушить 1650 км² земли

Проект «Зёйдерзее» (нидерл. Zuiderzeewerken) включает в себя систему плотин, а также работы по мелиорации земель и их дренажу. Одной из основных задач проекта было строительство плотины, ограждающей крупный мелководный залив Зёйдерзее от Северного моря. После завершения строительства дамбы Афслёйтдейк в 1932 году на месте залива образовалось озеро Эйсселмер. Утверждается, что при наводнении 1953 года плотина Афслёйтдейк окупила себя за одну ночь, не дав поднявшейся воде достичь центральных областей Нидерландов.
После завершения строительства основной плотины были осушены крупные участки суши — польдеры Вирингермер, Нордостпольдер и две части польдера Флеволанд. Пятый польдер решили не осушать, оставив озеро Маркермер для экологических и рекреационных целей. Работы проводились поэтапно в период с 1920 по 1975 год. Также рассматривались планы строительства дамб между Западно-Фризскими островами, которые обрамляют северное побережье страны, и идеи осушить мелководное Ваддензе, отгораживаемое этими островами от Северного моря.

### Проект «Дельта»

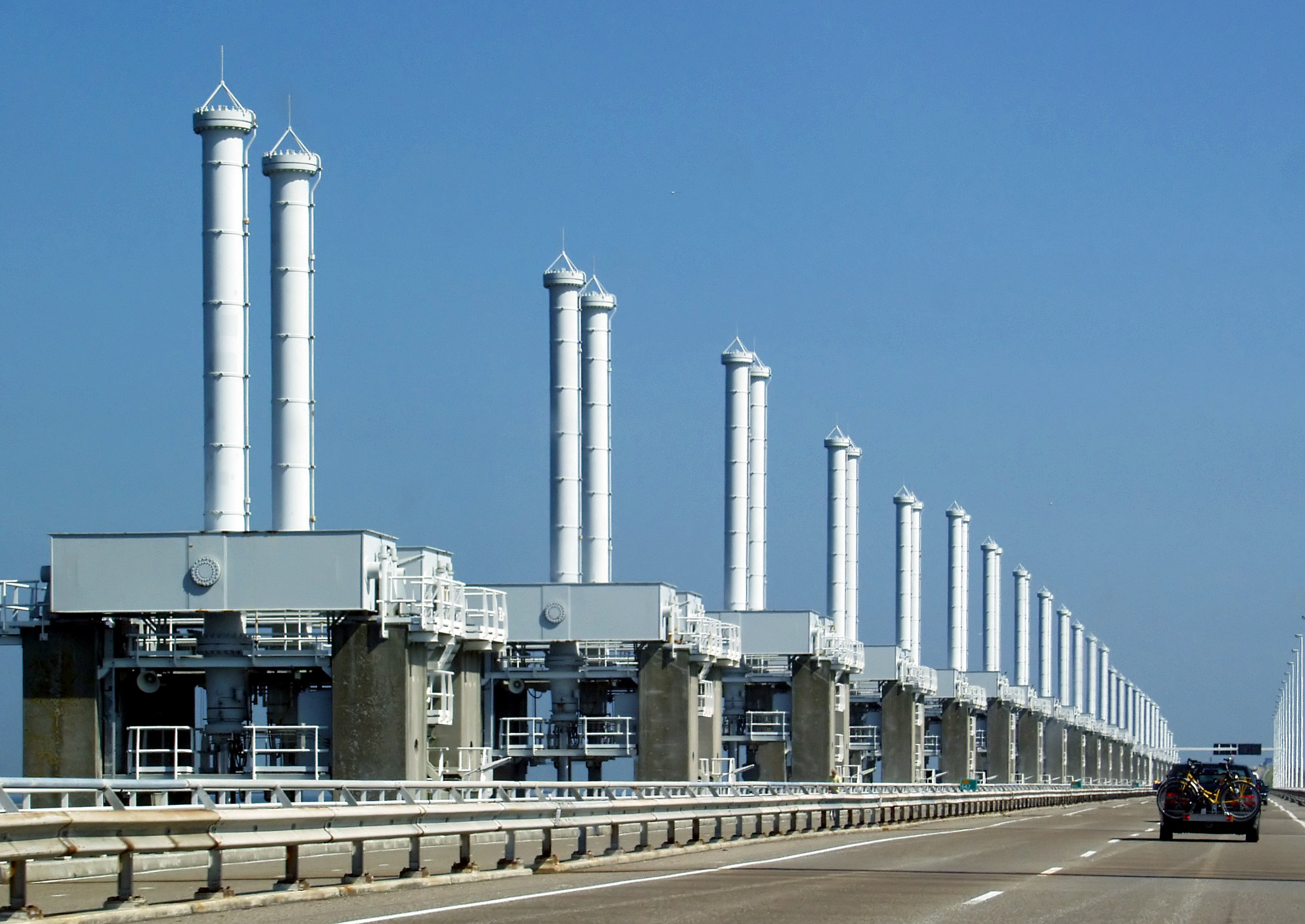
Остерсхельдекеринг, крупнейшая из 13 дамб системы Дельта

На юго-западе Нидерландов, где расположена основная часть дельты Рейна, с 1950 по 1997 год была построена система защиты от наводнений, получившая название проект «Дельта» (Deltawerken). В ходе реализации проекта все рукава дельты, кроме Западной Шельды, были перегорожены дамбами или защитными щитами. Первое сооружение (штормовой барьер на реке Холландсе-Эйссел) было закончено в 1958 году. Три года спустя ещё два рукава были перекрыты: Вергат (Версемер) и Зандкрек, после чего вода между этими плотинами стала пресной. На открытии основной дамбы Остерсхельдекеринг, перекрывшей Восточную Шельду, 4 октября 1986 года королева Беатрикс сказала: «Бог сотворил мир, а мы, голландцы, создали Голландию». Последний элемент проекта — защитный барьер Масланткеринг - был завершён в 1997 году.
Наводнение 1953 года лишь подчеркнуло актуальность проекта, в 2007 году защитные сооружения предотвратили последствия сильного шторма.

## Крупнейшие наводнения
Среди крупнейших наводнений в истории Нидерландов — наводнение в день Святой Люсии, в результате которого образовался залив Зёйдерзее и лишились жизни около 50 тыс. человек.

## Затонувшие деревни
«Затонувшие деревни» — термин, используемый в Нидерландах для описания поселений, уничтоженных водой и брошенных их жителями. Благодаря значительному числу голландских исторических источников начиная с Тёмных веков сохранилось достаточно информации о затопленных поселениях. Последние две деревни, затопленные в 1953 году, назывались Схуринг и Карелле.